# Georg Monn
Matthias Georg Monn, a veces Mann (Viena, 9 de abril de 1717 - Viena, 3 de octubre de 1750) fue un compositor, organista y profesor de música austriaco.
Junto con Georg Christoph Wagenseil y Josef Starzer, Monn fundó el Movimiento Preclásico Vienés («Wiener Vorklassik» en alemán).

## Obras
- Sinfonía en Sol Mayor
- Sinfonía en Si Mayor
- Sinfonía en Fa Mayor
- Cuarteto en Si Mayor
- Concierto para piano en Re Mayor
- Concierto para clavicémbalo en Sol menor
- Concierto para violonchelo en Sol menor
- Sonata en Sol menor

- Datos: Q689576